# Res nullius
Res nullius é uma expressão latina, composta de res + nullius, significando literalmente "coisa sem dono" ou "coisa de ninguém".
Abarca (DE PLÁCIDO E SILVA, 2004:1212), lato sensu, tanto as coisas extra commercium (fora de comércio) quanto as res derelictae (coisas abandonadas). É importante destacar que há res nullius inapropriável por ser res publicae e apropriável, enquanto coisa sem dono. No próprio direito romano (MARKY, 1995:41), a apropriação da res nullius era permitida, enquanto coisa extra-patrimonial, isto é, que não se situava no patrimônio de ninguém.